# حفرداوات
حِفْرِدَاوَات (الاسم العلمي: Cratoxyleae)، قبيلة نباتات من فصيلة العرنية، وتعرف باسم خشب الماشية الأصفر. وتحتوي القبيلة على ثلاث أجناس: حفرد وإليا وثلاثية الغدة.